# PageOne
alfa PageOne XT ist ein Standard-Desktop-Publishing-System der Firma alfa Media Partner GmbH, das sowohl für einfache als auch für komplexe Satzarbeiten eingesetzt werden kann. Es kann auch als Server-Lösung in ein Gesamtsystem integriert werden, besonders im Zeitungsbereich. Der Einsatzbereich reicht von Akzidenzen über die Herstellung von Zeitungsseiten und Zeitschriften bis zum klassischen Werksatz. PageOne XT läuft clientseitig auf den Betriebssystemen Windows, serverseitig unter Linux und einigen UNIX-Derivaten.
PageOne ging aus einer früheren Version des Produktes FrameMaker der Firma Adobe hervor und lässt sich sehr ähnlich bedienen.
Die Integration von PageOne in das führende Anzeigensystem AdSuite der Firma alfa Media Partner führte zu einer starken Verbreitung des Systems.